# Glenn Zaleski
Glenn Zaleski (* 24. August 1987 in Boylston) ist ein US-amerikanischer Jazzpianist.

## Leben und Wirken
Zaleski, der in seinem Geburtsort aufwuchs, studierte mit einem Stipendium der Brubeck Institute Fellowship 2005–07 in Stockton, Kalifornien, um seinen Bachelorabschluss an The New School 2009 zu absolvieren; darauf aufbauend studierte er bis 2011 im Master-Studiengang an der New York University, wo er auch unterrichtete. Seit Mitte der 2000er-Jahre arbeitet er in der New Yorker Jazzszene u. a. mit Ravi Coltrane, Lage Lund, Phil Donkin, Michael Dease, Lucas Pino, Theo Kapilidis und Ari Hoenig. 2010 veröffentlichte er ein Duoalbum mit seinem Bruder, dem Saxophonisten Mark Zaleski (Duet Suite). Im Trio mit Colin Stranahan und Rick Rosato legte er zwei Alben vor, zunächst Anticipation (Capri, 2011), dann Limitless (Capri, 2013). 2015 publizierte er bei Sunnyside Records sein Debütalbum My Ideal, auf dem er Standards von Jerome Kern, Freddie Hubbard und Charlie Parker verarbeitet; es erfuhr in Publikationen wie Down Beat, JazzTimes und The New York Times positive Kritiken. Zu hören ist er u. a. auch auf  Mareike Wienings Alben Future Memories (2021) und Reveal (2023),  außerdem auf Dan Wilsons Album Things Eternal (2023). 
Zaleski zählt Bill Evans und Dave Brubeck zu seinen Vorbildern. Im Bereich des Jazz war er Tom Lord zufolge zwischen 2007 und 2023 an 49 Aufnahmesessions beteiligt.

## Auszeichnungen
2001 war Zaleski Finalist beim APA Cole Porter Fellowship in Jazz, 2011 Semifinalist beim Thelonious-Monk-Wettbewerb.

## Diskographische Hinweise
- Colin Stranahan/Glenn Zaleski/Rick Rosato: Anticipation (Capri, 2011)
- Fellowship (Sunnyside, 2017), mit Dezron Douglas, Craig Weinrib